# Megachile arctos
Megachile arctos là một loài Hymenoptera trong họ Megachilidae. Loài này được Vachal mô tả khoa học năm 1904.